# Kalleh-ye Garaz
Kalleh-ye Garaz (em persa: كله گراز, também romanizada como Kalleh-ye Garāz) é uma aldeia do distrito rural de Maspi, no condado de Abdanan, da província de Ilam, Irã.
No censo de 2006, sua população era de 70 habitantes, em 13 famílias.